# Тайвански мек корал
Тайванските меки корали (Sarcophyton glaucum) са вид корали от семейство Alcyoniidae.
Таксонът е описан за пръв път от Жан Рьоне Констан Коа през 1833 година.